# Братина
Братина је насељено место у саставу општине Писаровина у Загребачкој жупанији, Хрватска. До територијалне реорганизације у Хрватској налазила се у саставу старе општине Јастребарско.

## Становништво
На попису становништва 2011. године, Братина је имала 704 становника.

## Попис1991.
На попису становништва 1991. године, насељено место Братина је имало 737 становника, следећег националног састава:
| Попис 1991.‍ | Попис 1991.‍ | Попис 1991.‍ | Попис 1991.‍ | Попис 1991.‍ |
| ----------- | ----------- | ----------- | ----------- | ----------- |
|             |             |             |             |             |
| Хрвати      | Хрвати      |             | 730         | 99,05%      |
| Југословени | Југословени |             | 1           | 0,13%       |
| непознато   | непознато   |             | 6           | 0,81%       |
| укупно: 737 |             |             |             |             |